# Вермильо, Джузеппе
Джузеппе Вермильо (итал. Giuseppe Vermiglio, 1585—1635) — итальянский художник, принадлежащий к школе «караваджистов». Вермильо был родом из Северной Италии, но значительную часть своей карьеры он также провёл в Риме.
Наши знания о жизни Вермильо носят достаточно отрывочный характер. Вероятно он родился в Алессандрии.
В начале XVII столетия он проживал в Риме, где, помимо непосредственно рисования, он прослыл драчуном и забиякой. Как минимум дважды он попадал в тюрьму, однажды за ношение меча, на который он не имел разрешения, в другой раз за нападение на другого художника Сильвио Оливьеро.
В 1618 году, там же в Риме, он был зарегистрирован как продавец картин.
Однако, приблизительно в 1620 году, Вермильо покидает Рим и возвращается в Северную Италию, где он продолжает свою карьеру живописца. Главным образом в Пьемонте, а также в Ломбардии (в основном в Милане и Мантуе).
Художественный стиль Вермильо в значительной степени сформировался под влиянием Караваджо. Среди других художников, с которыми стилистическая манера Вермильо имеет определённое сходство, можно назвать представителей школы Болоньи Аннибале Карраччи и Гвидо Рени, что заставляет предположить что в какой-то момент Вермильо обучался или работал в Болонье.
Художественные оценки творчества Вермильо весьма разнятся от высказывания о нём Альфреда Муара — «несущественный ремесленник» — до оценки Ландзи — «лучший из художников, писавших маслом, которым может похвастаться Пьемонт, и одни из лучших вообще в Италии».

## Известные работы
- Неверие Фомы (The Incredulity of St. Thomas), 1612,. San Tommaso ai Cenci, Rome.
- Коронование терновым венцом (Crowning with Thorns / Mocking of Christ),. Palazzo Altieri, Rome (?)
- Каин и Авель (Cain and Abel), National Museum of Fine Arts, Valletta.
- Поклонение пастухов (Adoration of the Shepherds), 1622, Pinacoteca di Brera, Milan.
- Тайная вечеря (Last Supper), 1622, Pinacoteca di Brera, Milan.
- Жертвоприношение Исаака (The Sacrifice of Isaac), Musei Civici del Castello Sforzesco, Milan.
- Св. Себастьян с Ангелом (Saint Sebastian with an Angel), Musei Civici del Castello Sforzesco, Milan.
- Юдифь и Олоферн (Giuditta e Oloferne), Pinacoteca Ambrosiana, Milan.
- Гаэль и Сисара (Giaele e Sisara), Pinacoteca Ambrosiana, Milan.